# Grand Prix automobile des États-Unis 1975
Résultats du Grand Prix automobile des États-Unis 1975 de Formule 1 qui a eu lieu sur le circuit de Watkins Glen le 5 octobre 1975.

## Classement

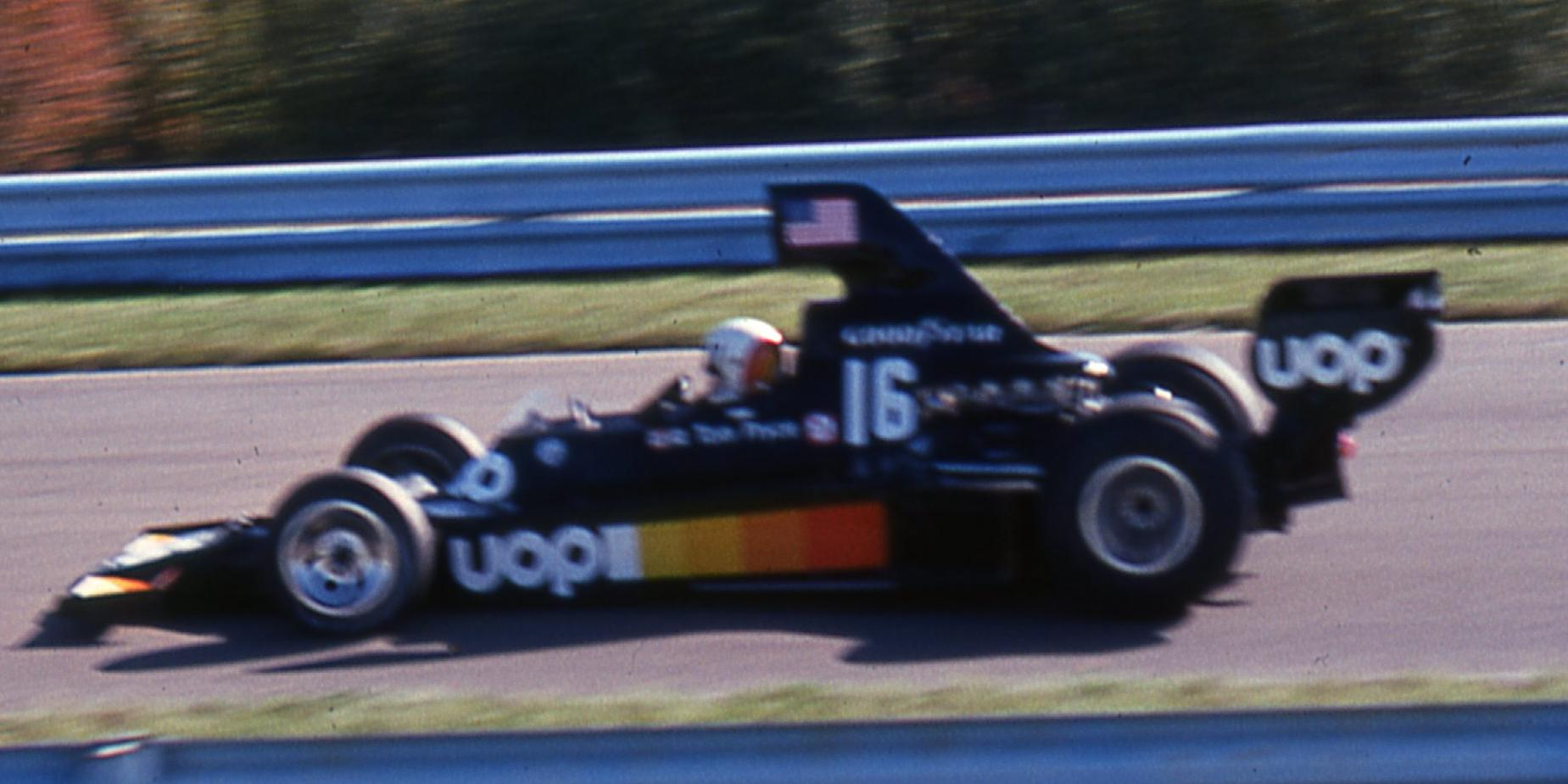
Tom Pryce sur Shadow DN5, au Glen en 1975

| Pos  | N° | Pilote             | Écurie          | Tours | Temps/Abandon       | Grille | Points |
| ---- | -- | ------------------ | --------------- | ----- | ------------------- | ------ | ------ |
| 1    | 12 | Niki Lauda         | Ferrari         | 59    | 1 h 42 min 58 s 175 | 1      | 9      |
| 2    | 1  | Emerson Fittipaldi | McLaren-Ford    | 59    | + 4 s 943           | 2      | 6      |
| 3    | 2  | Jochen Mass        | McLaren-Ford    | 59    | + 47 s 637          | 9      | 4      |
| 4    | 24 | James Hunt         | Hesketh-Ford    | 59    | + 49 s 475          | 15     | 3      |
| 5    | 5  | Ronnie Peterson    | Lotus-Ford      | 59    | + 49 s 986          | 14     | 2      |
| 6    | 3  | Jody Scheckter     | Tyrrell-Ford    | 59    | + 50 s 321          | 10     | 1      |
| 7    | 9  | Vittorio Brambilla | March-Ford      | 59    | + 1 min 44 s 031    | 6      |        |
| 8    | 10 | Hans-Joachim Stuck | March-Ford      | 58    | + 1 tour            | 13     |        |
| 9    | 28 | John Watson        | Penske-Ford     | 57    | + 2 tours           | 12     |        |
| 10   | 30 | Wilson Fittipaldi  | Copersucar-Ford | 55    | + 4 tours           | 23     |        |
| Nc.  | 16 | Tom Pryce          | Shadow-Ford     | 52    | Non classé          | 7      |        |
| Nc.  | 6  | Brian Henton       | Lotus-Ford      | 49    | Non classé          | 19     |        |
| Abd. | 25 | Brett Lunger       | Hesketh-Ford    | 46    | Accident            | 18     |        |
| Abd. | 31 | Roelof Wunderink   | Ensign-Ford     | 41    | Boîte de vitesses   | 22     |        |
| Ret. | 11 | Clay Regazzoni     | Ferrari         | 0     | Retrait volontaire  | 11     |        |
| Abd. | 17 | Jean-Pierre Jarier | Shadow-Ford     | 19    | Roulement de roue   | 4      |        |
| Abd. | 7  | Carlos Reutemann   | Brabham-Ford    | 9     | Moteur              | 3      |        |
| Abd. | 27 | Mario Andretti     | Parnelli-Ford   | 9     | Suspension          | 5      |        |
| Abd. | 23 | Tony Brise         | Hill-Ford       | 5     | Accident            | 17     |        |
| Abd. | 15 | Michel Leclère     | Tyrrell-Ford    | 5     | Moteur              | 20     |        |
| Abd. | 4  | Patrick Depailler  | Tyrrell-Ford    | 2     | Accident            | 8      |        |
| Abd. | 8  | Carlos Pace        | Brabham-Ford    | 2     | Accident            | 16     |        |
| Abd. | 21 | Jacques Laffite    | Williams-Ford   | 0     | Pilote blessé       | 21     |        |
| Abd. | 20 | Lella Lombardi     | Williams-Ford   | 0     | Allumage            | 24     |        |

Légende :
- Abd.=Abandon

## Pole position et record du tour
- Pole position : Niki Lauda en 1 min 42 s 003 (vitesse moyenne : 191,818 km/h).
- Tour le plus rapide : Emerson Fittipaldi en 1 min 43 s 374 au 43e tour (vitesse moyenne : 189,274 km/h).

## Tours en tête
- Niki Lauda : 59 (1-59)

## À noter
- 7e victoire pour Niki Lauda.
- 58e victoire pour Ferrari en tant que constructeur.
- 58e victoire pour Ferrari en tant que motoriste.